# Austrocarabodes imperfectus
Austrocarabodes imperfectus är en kvalsterart som först beskrevs av Sellnick 1959.  Austrocarabodes imperfectus ingår i släktet Austrocarabodes och familjen Carabodidae.

## Underarter
Arten delas in i följande underarter:
- A. i. imperfectus
- A. i. squamosus